# Celui qui reste et celui qui s'en va
Pour les articles homonymes, voir Celui qui reste (homonymie).
Chansons représentant Monaco au Concours Eurovision de la chanson
Un train qui part
(1973) Une chanson c'est une lettre
(1975)
Celui qui reste et celui qui s'en va est une chanson écrite par Michel Jourdan sur une musique de Jean-Pierre Bourtayre et interprétée par le chanteur français Romuald, sortie en 45 tours en 1974. 
C'est la chanson représentant Monaco au Concours Eurovision de la chanson 1974.

## À l'Eurovision

### Sélection
La chanson Celui qui reste et celui qui s'en va, interprétée par Romuald, est sélectionnée en interne pour représenter Monaco au Concours Eurovision de la chanson 1974 le 6 avril à Brighton, Angleterre, au Royaume-Uni.
Romuald a déjà participé à l'Eurovision dans le passé, représentant Monaco en 1964 avec la chanson Où sont-elles passées ? et le Luxembourg en 1969 avec la chanson Catherine.

### À Brighton
La chanson est intégralement interprétée en français, langue officielle de Monaco, le choix de langue étant toutefois libre entre 1973 et 1976. L'orchestre est dirigé par Raymond Donnez (en).
Celui qui reste et celui qui s'en va est la dixième chanson interprétée lors de la soirée du concours, suivant Bye Bye I Love You d'Ireen Sheer pour le Luxembourg et précédant Fleur de liberté de Jacques Hustin pour la Belgique.
À l'issue du vote, elle obtient 14 points, se classant 4e — à égalité avec Bye Bye I Love You d'Ireen Sheer pour le Luxembourg et Long Live Love de Olivia Newton-John pour le Royaume-Uni — sur 17 chansons,.

## Liste des titres
| A. | Celui qui reste et celui qui s'en va           | Michel Jourdan, Jean-Pierre Bourtayre                  | 3:00 |
| B. | Sur la pointe des pieds, sur la pointe du cœur | Michel Jourdan, Jean-Pierre Bourtayre, Romuald Figuier | 3:00 |

## Classements

### Classements hebdomadaires
| Classement (1974)                       | Meilleure position |
| --------------------------------------- | ------------------ |
| Belgique (Wallonie Ultratop 50 Singles) | 33                 |

## Historique de sortie
| Pays        | Date | Format   | Label            |
| ----------- | ---- | -------- | ---------------- |
| France,     | 1974 | 45 tours | Mercury          |
| Portugal    | 1974 | 45 tours | Mercury          |
| Yougoslavie | 1974 | 45 tours | Mercury, PGP RTB |